# Gustav Klemm (Geologe)
Carl Albert Gustav Klemm (* 8. Juli 1858 in Dresden; † 6. August 1938 in Darmstadt) war ein deutscher Geologe.

## Biographie
Gustav Klemm wurde 1858 in Dresden geboren. Er studierte von 1878 bis 1882 an der Universität Leipzig. Dort wurde er auch 1882 mit einer Arbeit Mikroskopische Untersuchungen über psammitische Gesteine zum Dr. phil. promoviert. Anschließend war er mehrere Jahre bei der Sächsischen Geologischen Landesanstalt tätig, bevor er auf Anraten des Geologen Richard Lepsius im Jahr 1892 bei der damaligen Grossherzoglich-Hessischen Geologischen Landesanstalt in Darmstadt angestellt wurde. 1894 habilitierte er sich an der TH Darmstadt (Gletscherspuren im Spessart und östlichen Odenwald). Anschließend war er Privatdozent an der TH Darmstadt. 1910 wurde er zum Bergrat ernannt. Im Jahre 1915 übernahm er kommissarisch die Leitung der Grossherzoglich-Hessischen Geologischen Landesanstalt, wurde aber erst im Jahre 1922 offiziell zum Direktor der jetzt unter der Bezeichnung Hessische Geologische Landesanstalt bekannten Behörde. 1924 wurde er im Range eines Oberbergrates pensioniert, blieb aber seiner ehemaligen Arbeitsstätte bis zu seinem Tod verbunden und publizierte auch noch weiterhin in wissenschaftlichen Periodika. 1932 wurde er Ehrenmitglied des Oberrheinischen Geologischen Vereins (OGV).
Er arbeitete auch als Maler und Kunsthandwerker.

## Wissenschaftliches Wirken
Sowohl während seiner Tätigkeit in Sachsen wie auch in Hessen war Klemm an der geologischen Aufnahme der jeweiligen Länder beteiligt und verfasste Erläuterungen zu zahlreichen geologischen Kartenblättern. In Hessen lag ein Schwerpunkt seiner Tätigkeit auf der Erforschung der Geologie des Odenwaldes, zu der er zahlreiche Publikationen veröffentlichte. Daneben befasste er sich unter anderem mit der Geologie des Spessarts und mit bodenkundlichen Fragen.

## Schriften (Auswahl)
- Führer bei geologischen Exkursionen im Odenwald, Gebrüder Borntraeger, Sammlung Geologischer Führer 1910
- Geologische Übersichtskarte des Odenwaldes 1:100.000, Darmstadt 1929
- Beiträge zur Kenntniss des krystallinen Grundgebirges im Spessart, Abh. Großherzoglich Hessischen Geolog. Landesanstalt Darmstadt, Band 2, Heft 4, 1895, S. 166–251